# Florencia Lozano
Florencia Lozano (Princeton, 16 dicembre 1969) è un'attrice statunitense.

## Filmografia parziale

### Cinema
- Perfect Stranger, regia di James Foley (2007)
- Sex List - Omicidio a tre (Deception), regia di Marcel Langenegger (2008)
- 2B, regia di Richard Kroehling (2009)
- Veronika Decides to Die, regia di Emily Young (2009)
- The Ministers - Giustizia violenta (The Ministers), regia di Franc. Reyes (2009)
- Scambio a sorpresa - Life of Crime (Life of Crime), regia di Daniel Schechter (2013)
- Here After - Anime gemelle (Faraway Eyes), regia di Harry Greenberger (2020)

### Televisione
- Una vita da vivere (One Life to Live) - 475 episodi (1997-2013)
- Law & Order: Criminal Intent - serie TV, episodi 3x03, 7x01 (2003, 2007)
- Blue Bloods - serie TV, episodio 1x03 (2010)
- General Hospital - 25 episodi (2012)
- One Life to Live - 40 episodi (2013)
- Narcos - 7 episodi (2016)
- Kevin Can Wait - serie TV, 2 episodi (2017-2018)
- The Blacklist - serie TV, episodio 4x12 (2017)
- Madam Secretary - serie TV, 2 episodi (2018)
- Bull - serie TV, episodio 6x10 (2022)
- Keep Breathing - miniserie televisiva, 6 episodi (2022)

## Doppiatrici italiane
Nelle versioni in italiano delle opere in cui ha recitato, Florencia Lozano è stata doppiata da:
- Marina Thovez in Law & Order: Criminal Intent
- Alessandra Cassioli in Perfect Stranger
- Chiara Colizzi in Narcos
- Stella Musy in Bull
- Ilaria Latini in Keep Breathing